# Stevan Stojanović Mokranjac
Stevan Stojanović Mokranjac (srb. Стеван Стојановић Мокрањац; ur. 9 stycznia 1856 w Negotinie, zm. 28 września 1914 w Skopju) – serbski kompozytor, dyrygent, wiolonczelista i pedagog.

## Życiorys
Studiował muzykę w Belgradzie, Monachium, Rzymie i Lipsku, mając 20 lat. Później został dyrygentem Belgradzkiego Towarzystwa Chóralnego i założycielem Serbskiej Szkoły Muzyki oraz pierwszego serbskiego kwartetu smyczkowego, w którym grał na wiolonczeli. Opuścił Belgrad na początku I wojny światowej i przeniósł się do Skopje, gdzie mieszkał aż do śmierci.
Nazywany „ojcem serbskiej muzyki” i „najważniejszą postacią serbskiego muzycznego romantyzmu”, Mokranjac zdobył wielki szacunek w Serbii. Po jego śmierci Serbska Szkoła Muzyczna w Belgradzie została przemianowana na Szkołę Muzyczną Mokranjac. Jego wizerunek pojawił się na banknocie o nominale 50 dinarów jugosłowiańskich oraz 50 dinarów serbskich. W 1964 r. Rodzinny dom Mokranjaca w Negotinie został odrestaurowany i przekształcony w muzeum i centrum muzyczne. Od 1965 organizuje się „dni Mokranjaca” w jego rodzinnym mieście. W 1981 odsłonięto pomnik na dziedzińcu jego rodzinnego domu.

## Twórczość
Komponował przede wszystkim muzykę religijną oraz chóralną, inspirując się między innymi twórczością Giovanniego Pierluigiego da Palestriny. Często podróżował do regionu Levać oraz Kosowa, gromadząc tamtejszą muzykę ludową.

## Odznaczenia
- Order Świętego Sawy V klasy (Serbia)
- Order Daniły I V klasy (Czarnogóra)
- Order Świętego Aleksandra IV klasy (Bułgaria)
- Order Osmana III klasy (Imperium Osmańskie)